# سازماندهی دانش
سازماندهی دانش (به انگلیسی: Knowledge organization) به فعالیت‌هایی همچون توصیف مدرک، نمایه‌سازی و رده‌بندی در کتابخانه‌ها، پایگاه‌های اطلاعاتی و آرشیوها گفته می‌شود که توسط کتابداران، آرشیویست‌ها و متخصصان موضوعی، همچنین الگوریتم‌های رایانه‌ای انجام می‌شود. سازماندهی دانش به عنوان یک زمینه مطالعاتی، با ماهیت و کیفیت فرایند سازماندهی دانش و نظام‌های سازماندهی دانش مرتبط است، که برای سازماندهی مدارک، بازنمون مدارک و مفاهیم استفاده می‌شود.
رویکردهای نظری و تاریخی گوناگونی در رابطه با سازماندهی دانش وجود دارد که با دیدگاه‌های مختلف دانش، معرفت، زبان، و سازمان اجتماعی مرتبط است. هر یک از این رویکردها به سمت پاسخگویی به این سؤال که «سازماندهی دانش چیست؟» به صورتهای متفاوت گرایش دارد. به کرات مشاهده می‌شود که حرفه مندان و متخصصان علوم کتابداری و اطلاع‌رسانی بر روی کاربرد فناوری‌ها و استانداردهای جدید متمرکز شده‌اند و ممکن است کارهایی را که شامل تفسیر و تحلیل معناست مدنظر قرار نداده باشند. به عبارت دیگر گاهی اوقات رده‌بندی کتابخانه‌ها، به واسطه فقدان محتوای فکری ماهوی و حقیقی مورد انتقاد بوده‌است.
فعالیت‌های انسان مدار سنتی به صورت روزافزونی به وسیله فنون بازیابی وابسته به کامپیوتر به چالش کشیده شده‌است.

## رویکردهای نظری

### رویکرد سنتی
این مشکل است که رویکرد سنتی را تعریف نماییم. چون هیچ نظریه واحدی وجود ندارد که با این مفهوم منطبق باشد. اگر ما سایر رویکردها را نادیده بگیریم همان‌طور که معرفی خواهند شد، آنچه وجود دارد عمدتاً شیوه‌ها و اعمال مختلف و برخی پیشنهادهای پراکنده در مورد اینکه چگونه دانش را سازماندهی نماییم است. حتی یک نظام واحد مثل رده‌بندی دهدهی دیوئی از اصول کاملاً متنوع در ویرایش‌های گوناگون استفاده کرده‌است. پژوهشگر مطرح در حوزه رده‌بندی واندا بروگتون دربارهٔ یکی از نظام‌های بنا نهاده شده قدیمی می‌نویسد: «خیلی سخت است هر نوع اصول نظری قوی را برای رده‌بندی کنگره تشخیص دهیم». همچنین بعضی از قاعده سازی‌های رانگاناتان نشان می‌دهد که نظام‌های سنتی، فاقد بنیان‌های نظری است.
در میان اشخاص مهم در تاریخ سازماندهی دانش، ملویل دیویی و هنری بلیس در بخش رویکرد سنتی قرار می‌گیرند. گارفیلد دربارهٔ بلیس می‌نویسد: «اهداف و آرمان او متفاوت از ملویل دیویی بود، او مطمئناً به لحاظ توانایی‌های فکری و عقلانی پیشی گرفته بود، اما در توانایی‌های مرتبط با سازماندهی کمتر جلوه کرده‌است. دیویی یک بازرگان بود، او به هیچ وجه در معلوماتش عمیق و ژرف نبود.»
به منظور شناسایی رویکردهای سازماندهی دانش که جزء رویکرد سنتی محسوب می‌شوند ما باید به دانشمندانی مثل هنری بلیس توجه نماییم. خصیصه مهم بسیاری از اندیشمندان معاصر با بلیس این بود که علوم موجود نظم و طبقات طبیعت را انعکاس می‌دهند و رده‌بندی کتابخانه باید طبقه‌های دانش را انعکاس دهد:
نظم طبیعت، طبقه‌بندی علمی، رده‌بندی کتابخانه (سازماندهی دانش)
و این مستلزم این است که کتابداران به منظور رده‌بندی کتاب‌ها، باید دربارهٔ رشد و توسعه علمی آگاهی داشته باشند. این اصول مهم به صورت ضمنی در کتابخانه‌های پژوهشی و پایگاه‌های کتابشناختی همانند مدلاین، به کار می‌رود. بدین منظور متخصصان موضوعی برای کار در بخش سازماندهی دانش استخدام می‌شوند.
سایر اصول که به رویکرد سنتی سازماندهی دانش نسبت داده می‌شود عبارتند از:
اصل واژگان کنترل شده
قانون کاتر دربارهٔ اخص بودن و ویژگی
اصل پشتوانه انتشاراتی هولم
اصل سازماندهی از کل به جزء
اصل واژگان کنترل شده، ذاتاً روشی برای اجتناب از واژه‌های مترادف و هم آوا به جای همدیگر است، همانگونه که اصطلاحات نمایه سازی با استفاده از واژگان استاندارد انتخاب می‌شود. اصل کاتر بیان می‌کند که همیشه مناسب‌ترین عبارت، اخص‌ترین واژه‌است که باید در واژگان یافت شود و در نشانه رده‌بندی برای متون به کار رود. اصطلاح «پشتوانه انتشاراتی» اصلی اساسی است که که توسط هولم معرفی شد. اصل طبقه‌بندی از موضوعات عام به موضوعات خاص مورد تأیید است و روش اساسی برای درک بهتر است.
امروز پس از گذشت ۱۰۰ سال از تحقیقات و رشد علوم کتابداری، رویکرد سنتی هنوز جایگاه محکمی در سازماندهی دانش دارد و در بسیاری از روش‌های اصولی اش بر سایر اصول حاکم است. با این وجود، در اصول روش شناختی و نظری رویکرد سنتی ابهام وجود دارد.

### رویکرد تحلیلی-چهریزه‌ای
تاریخ ایجاد این رویکرد به انتشار رده‌بندی رده‌بندی کولن توسط رانگاناتان در سال ۱۹۳۳ بر می‌گردد. این رویکرد در بسیاری جهات بر نظریات رده‌بندی مدرن برتری دارد. بهترین روش برای توضیح این رویکرد، توضیح اصولی روش‌شناسی تحلیلی – چهریزه‌ای است. معنی اصطلاح تحلیل: خرد کردن هر موضوع به مفاهیم اصلی اش است.
معنی اصطلاح ترکیب: ترکیب واحدها و مفاهیم مرتبط با هم برای توصیف موضوع بسته اطلاعاتی است. موضوعات داده شده (همان‌طور که ظاهر می‌شوند، مثلاً عنوان کتاب)، در ابتدا به طبقه‌های عام کم تجزیه می‌شود که اصطلاحاً چهریزه نامیده می‌شود. رانگاناتان فرمول PMEST را پیشنهاد می‌کند که شامل: ذات، ماده، انرژی، مکان و زمان است.
چهریزه ذات یا شخصیت، تمایز ویژگی‌های موضوع است.
چهریزه ماده، ماده فیزیکی که موضوع از آن ساخته شده‌است.
چهریزه انرژی، هر عملی که نسبت به موضوع رخ دهد.
چهریزه مکان، مؤلفه جغرافیایی و مکان موضوع است.
چهریزه زمان، دوره‌ای که مرتبط و وابسته به موضوع باشد.
اصولاً هر طبقه یا رده (چهریزه)، رده‌بندی مخصوص به خود (فهرستی از نشانه‌ها و علایم) را دارد. سند مورد نظر با استفاده از یک یا بیش از یک علامت و رمز در چهریزه مناسب رده‌بندی می‌شود و با استفاده از قواعد معین این علایم با هم ترکیب می‌شوند.
رانگاناتان دیدگاه‌های خویش را چنین مطرح می‌نماید:
نظام‌های شمارشی یک بنیان سطحی و ظاهری دارند.
در نظام شمارشی، کشف و ظهور دانش‌های جدید پیش‌بینی نشده‌است.
کشف و ظهور دانش جدید در نظام چهریزه‌ای پیش‌بینی شده‌است (بر اساس این دیدگاه که دانش جدید با ترکیب طبقه‌های موجود قبلی تشکیل می‌شود). این دیدگاه برخی از نظریات بنیادی در رویکرد چهریزه‌ای – تحلیلی نشان می‌دهد.
لا بار، متوجه شد که فنون چهریزه‌ای به صورت روزافزونی در طراحی صفحات وب مورد استفاده قرار می‌گیرد. یک قالب خاص، مثلاً یک قالب XML ساده به منظور تبادل فراداده به طریق سلسله مراتب‌های چهریزه‌ای ایجاد شده‌است.

### سنت بازیابی اطلاعات
به‌طور معمول بازیابی اطلاعات و سازماندهی دانش، دو حوزه فرعی متفاوت (گرچه به شدت با هم مرتبط هستند) علوم کتابداری و اطلاع‌رسانی هستند که به ترتیب با عمل جستجو و توصیف مرتبط می‌باشند. این دو حوزه برخی از مشکلات را حل می‌کند، به عبارت دیگر کاربران را قادر می‌سازد اطلاعات مرتبط و مناسب را بیابند. به همین دلیل ما مجبوریم این دو رویکرد را رویکردهای رقیب در نظر بگیریم؛ بنابراین باید نقاط قوت و ضعف نسبی شان را ارزیابی نماییم. سؤالی که مطرح است این است که: چگونه می‌توان بازیابی اطلاعات را به عنوان یک رویکرد نسبی و وابسته به سایر رویکردهای بحث شده توصیف کرد؟
یک روش برای انجام این مهم این است که بین «پارادایم مادی و فیزیکی» (یا «پارادایم هدایت شده توسط سیستم») از یک طرف و «الگوی کاربرمدار» یا «الگوی شناختی» از طرف دیگر تمایز قایل شویم. عرف رایج این است که بازیابی اطلاعات توسط یک سیستم هدایت می‌شود همچنانکه سیستم تصمیم می‌گیرد که چه چیزی باید به کاربر ارائه دهد. از دیدگاه سیستم مدار مرسوم، یک سیستم کامل، سیستمی است که بهترین انطباق را بین درخواست بیان شده توسط کاربر و سند مورد نظر از مجموعه را برقرار کند. این دیدگاه بسیار قید و بند دارد. این مسئله بسیاری از محققان را بدین سمت هدایت کرده‌است که فقط بر این مسئله تأکید نمایند: چگونه جنبه‌های گوناگون بازنمایی سند و الگوریتم‌های انطباق را اصلاح نماییم؟
در نتیجه، رویکرد سیستم مدار در بازیابی اطلاعات، رفتارهای شناختی کاربران را نادیده می‌گیرد. همچنین در این رویکرد نسبت به حل مشکلاتی که در فرایند بازیابی اطلاعات روی می‌دهد غفلت می‌شود. این بدیهی است که محققان بازیابی اطلاعات برای موفقیت نیاز دارند که نگاهشان را فراتر از الگوریتم‌های ماشینی ببرند.
در رابطه با رویکرد نظام مدار در بازیابی اطلاعات، اخیراً کارن اسپارک جونز بیان کرده‌است که رده‌بندی سنتی احتمالاً منسوخ و بلااستفاده می‌شود و ممکن است فنون جدیدی مثل بازخورد مرتبط جایگزین آن شود. با این حال دو انتقاد اساسی بر بازخورد مرتبط وارد است:
بازخورد مرتبط، بر اساس یکسری مفروضات و مقدمات معین دربارهٔ دانش کاربران که تاحد زیادی نامکشوف و غیرواقعی است، بنا شده‌است. اگر کاربران دانش کافی برای طبقه‌بندی یک حوزه مشخص را نداشته باشند، نمی‌توانند بین متون مرتبط و نامرتبط تمایز قایل شوند؛ بنابراین بازخورد مفید و مناسبی نخواهند گرفت.
بازخورد مرتبط، بین متون مرتبط، روابط معنایی کلی و مبهمی را نشان می‌دهد. چرا باید به جای روابط مشخص و تحت کنترل کاربر، نظامی را ترجیح دهیم که روابط کلی و نامشخص را نشان می‌دهد؟
در نتیجه، رویکرد بازیابی اطلاعات عموماً بر مفروضات اثبات گرایان بنا شده‌است: بازیابی مطلوب و بهینه با آزمون‌های بازیابی و بدون درنظرگرفتن دیدگاه‌ها و الگوهای مختلف تعیین می‌شود. همچنین بدون درنظرگرفتن متون ساختاریافته که با الحاق دیدگاه‌های مختلف، معانی مختلفی به هر اصطلاح می‌دهد، معین می‌شود. به عبارت دیگر، بیشتر مبتنی بر میانگین‌های آماری است و از این مسئله غفلت شده‌است که چگونه الگوریتم‌های مختلف، می‌تواند دیدگاه‌ها و علایق مختلف را مدنظر قرار دهد.

### دیدگاه‌های شناختی و کاربرمدار
از برخی جهات، بسیاری از رویکردهای سازماندهی دانش با این هدف موافقند که نظام‌ها و فرایندها با هدف برآوردن نیازهای اطلاعاتی کاربران به وجود آمده‌اند. برای نمونه محققان و طرفداران رویکرد تحلیلی-چهریزه‌ای ممکن است ادعای درستی داشته باشند. اینکه کاربران می‌توانند از فواید نظام‌های ساخت یافته مناسب استفاده نمایند، و این نظام ساختار یافته کاربرمدار و کاربرپسند است.
اگر اصطلاح «کاربرمدار»، اصطلاحی معنادار برای یک رویکرد است، ضروری است که آن را به شیوه‌ای دقیق تر تعریف نماییم. به همین منظور حداقل کار ممکن این است که بین مضامین و معانی زیر تمایز قایل شویم:
۱. سازماندهی دانش کاربرپسند
۲. سازماندهی دانش بازار گرا
۳. سازماندهی دانش مبتنی بر بررسی تجربی کاربران
۴. سازماندهی دانش انجام شده توسط کاربران (مثلاً، گرایش اخیر به رده‌بندی مردمی)
بهترین روش برای تعریف این رویکرد این است که در یک نظام کاربرمدار تا چه حد طراحی نظام مبتنی بر بررسی و مطالعه عملی کاربران است؟
بررسی کاربران نشان می‌دهد که بسیاری از کاربران در ابتدای کار، نظام‌های جستجوی شفاهی را به نظام‌های مبتنی بر نشانه‌های رده‌بندی ترجیح می‌دهند. این یک نمونه از اصولی است که از بررسی‌های عملی کاربران بدست آمده‌است. طرفداران نشانه‌های رده‌بندی ممکن است دلایلی داشته باشند که نشانه رده‌بندی به خوبی تعریف شده‌اند و ممکن است کاربران اطلاعات مهمی را بدون درنظرگرفتن آن‌ها از دست بدهند.

### رویکرد کتابسنجی
این رویکرد بر مبنای استفاده از مراجع کتابشناختی به منظور سازماندهی شبکه‌ای از مقالات شکل گرفت. عمدتاً به وسیلهٔ اشتراک در مآخذ (که توسط کسلر ۱۹۶۳ معرفی شد) یا تحلیل اشتراک در متن (مستقلاً توسط مارشاکوا ۱۹۷۳ پیشنهاد شد) شروع شد. در سال‌های اخیر، تفسیر نقشه‌های کتابسنجی به عنوان ساختارهای حوزه‌های پژوهشی تبدیل یک فعالیت رایج شده‌است.
دو نکته در رویکردهای کتابسنجی به سازماندهی دانش باید توجه شود:
میزان عمق نمایه سازی تا حدی با استفاده از تعداد اصطلاحات معین شده برای هر سند تعیین می‌شود. در نمایه سازی استنادی، مطابق با تعداد مراجع در یک مقاله خاص است. به‌طور متوسط، مقالات علمی شامل ۱۰ تا ۱۵ منبع می‌باشند که سطح بالایی از عمق را فراهم می‌نماید.
۲مراجع، به عنوان نقاط دسترسی به کار می‌روند، که توسط متخصصان موضوعی فراهم می‌شود: متخصصان در مجلات برجسته، نوشته هایشان را منتشر می‌نمایند. این تخصص و مهارت بسیار عمیقتر از آن است که فهرست‌های کتابخانه یا پایگاه‌های اطلاعاتی کتابشناختی قادر باشند از عهده آن برآیند.
مزایا و معایب اصلی مطرح در این رویکرد به شرح زیر است:
مراجع کتابشناختی به عنوان نقاط دسترسی موضوعی / مداخل نمایه (مزایا و معایب):
مزایا:
ستنادها توسط متخصصان موضوعی صلاحیت دار فراهم می‌شود.
تعداد مراجع و منابع، عمق و اخص بودن نمایه سازی را انعکاس می‌دهد (به‌طور متوسط در مقالات علمی در حدود ۱۰ مرجع برای هر مقاله است).
نمایه سازی استنادی شکلی پویا از بازنمایی و نمایش موضوعات است.
مراجع توزیع شده در مقالات این امکان را فراهم می‌سازد که از ساختار مقاله در تفسیر بافتی و فحوایی استنادها استفاده کنیم.
مقالات علمی یک نوع نظام خود سازمانده را تشکیل می‌دهند.
معایب:
ارتباط بین استنادها و ارتباط موضوعی، پیچیده و غیرمستقیم و تاحدی مبهم است (مرتبط با تفاوت بین سازماندهی اجتماعی دانش و سازماندهی فکری دانش).
ساختار منطقی مشخص با رده‌های جامع مشترک و مانعه الجمعی فراهم نمی‌کند.
روابط معنایی روشنی فراهم نشده‌است.
اسم مشاهیر و سایر اشکال استناد مبهم، ممکن است اشکال ایجاد کند.
گستره داده‌های موجود با توجه به موضوع مورد نظر، یک مشکل اساسی در رویکرد کتابسنجی است.
نقشه‌های کتابسنجی در مورد اینکه چگونه مجله انتخاب شده‌است به شدت آسیب پذیرند. هیچ روش بی طرف و عینی برای انتخاب مجلات که مبنای داده‌های تحلیل کتابسنجی است وجود ندارد.
اشنایدر دریافت که روش‌های کتابسنجی می‌تواند به منظور یافتن اصطلاحات مناسب برای اصطلاح نامه مورد استفاده قرار گیرد. مطالعات کتابسنجی شبکه‌های نویسندگان همکار را نشان می‌دهد، حال آنکه اصطلاحنامه پیوندهای وابسته به هستی‌شناسی را نشان می‌دهند.
در هر صورت ممکن است ما بین سازماندهی دانش فکری و سازماندهی دانش اجتماعی تمایز قایل شویم. همچنین ممکن است بحث شود که کتابسنجی‌ها به جنبه‌های اجتماعی نزدیکتر است. با این وجود روش‌های کتابسنجی اطلاعات مکمل در حد خودش فراهم می‌آورد که مفید است.

### رویکرد تحلیل حوزه
رویکرد تحلیلی حوزه، رویکردی است که در آغاز دهه ۱۹۹۰ به عنوان جایگزینی برای دیدگاه شناختی در کتابداری به وجود آمد. در اینجا، بالاخص به عنوان جایگزینی برای سایر رویکردهای سازماندهی دانش که قبلاً مورد بحث قرار گرفت، ارائه شده‌است.
تحلیل حوزه دیدگاهی معرفت شناختی-جامعه شناختی است. نمایه سازی مدرک موردنظر باید نیازهای گروه خاصی از کاربران انعکاس دهد و با هدفی واقعی و خاص انجام شود. به عبارت دیگر، هر توصیف یا بازنمایی از یک سند خاص بیشتر مناسب یا کمتر مناسب است برای انجام وظایف معین و خاص. یک توصیف هرگز عینی (قابل مشاهده) یا بی طرف (خنثی) نیست، و هدف این نیست که توصیف‌ها را استاندارد نماییم یا یکبار توصیف کنیم و به‌طور همگانی برای گروه‌های هدف مختلف. تحلیل حوزه تنها رویکرد سازماندهی دانش است که به صورت جدی مسائل معرفت شناختی در حوزه مورد بررسی قرار داده‌است.